# Clifton Forge
Clifton Forge is een plaats (city) in de Amerikaanse staat Virginia, en valt bestuurlijk gezien onder Alleghany County.
Tot 2001 was Clifton Forge een onafhankelijke stad, dit betekende dat het tot geen enkel county behoorde. In datzelfde jaar besloot het zich opnieuw te vervoegen met Alleghany County.

## Demografie
Bij de volkstelling in 2000 werd het aantal inwoners vastgesteld op 4289.
In 2006 is het aantal inwoners door het United States Census Bureau geschat op 4040, een daling van 249 (-5,8%).

## Geografie
Volgens het United States Census Bureau beslaat de plaats een oppervlakte van
8,0 km², geheel bestaande uit land.

## Plaatsen in de nabije omgeving
De onderstaande figuur toont nabijgelegen plaatsen in een straal van 36 km rond Clifton Forge.